# Spisak tomova serije Karakuri Dôji Ultimo

Manga seriju Karakuri Dôji Ultimo napisao je Sten Li, a doradio i ilustrovao Hirojuki Takei. Manga se od 2009. godine objavljivala u časopisu Jump Square, izdavačke kuće Shueisha. Poglavlja su sakupljena u 12 tankobon toma. Prvi je izašao 3. jula 2009, a poslednji 4. decembra 2015. godine. 
Mangu je na engleski prevela kompanija Viz Media i od 2011. godine objavljivala u časopisu Shonen Jump. Prvi tom engleske verzije izašao je 2. februara 2010, a poslednji 6. decembra 2016. godine.

## Spisak tomova
| - 01. "" (南蠻翁霧峠 ") - 02. "" (紅童子 ほほ遊び ") - 03. "" (大和 身ノ周 炎上 ") - 04. "" (夢中羅世門 ") - Dodatak: Karakuri Profili - Dodatak: Intervju sa kreatorima |

| - 05. "" (修羅月光塔 ") - 06. "" (殿寄合病棟 ") - 07. "" (バスガス爆発男 ") - 08. "" (崖ノ上ノ殿 ") - Dodatak: "" (機巧童子 其ノ, ") |

| - 09. "" (契ノ儀 ") - 10. "" (あのこのこ心中 ") - 11. "" (終ノ始 ") - 12. "" (人世天滅亡 ") - Dodatak: "" (機巧童子 其ノ, ") |

| - 13. "" (絡繰灯篭逆巻明 ") - 14. "" (愛山葵 ") - 15. "" (骨董屋決闘 ") - 16. "" (時飛脚大和往来 ") |

| - 17. "" (時飛脚大和往来 —其の二— ") - 18. "" (大和石固め ") - 19. "" (タチ鬼 ") - 20. "" (恋ヶ滝 球児負越 ") |

| - 21. "" (覚醒館 ") - 22. "" (色欲兎 超紐理論 ") - 23. "" (愛の鞭 雀の舌斬 ") - 24. "" (雀荘悪覧会 ") |

| - 25. "" (回向前夜祭 ") - 26. "" (復活紅童子 ") - 27. "" (百機回向 幽玄ノ夜明 ") - 28. "" (戦始刺客乃毛鞠 ") - Dodatak: Karakuri Profili |

| - 29. "" - 30. "" - 31. "" - 32. "" - 33. "" - Dodatak: Karakuri Profili |

| - 34. "" - 35. "" - 36. "" - 37. "" - 38. "" |

| - 39. "" - 40. "" - 41. "" - 42. "" - 43. "" |

| - 44. "" - 45. "" - 46. "" - 47. "" - 48. "" |

| - 49. "" - 50. "" - 51. "" - Dodatak: Ilustrovani Karakuri Profili - Dodatak: "" |